# Pol Olivier
Pol Olivier Cañadell, conocido como Pol Olivier (Tarragona, 24 de septiembre de 1994), es un jugador de baloncesto español que pertenece a la plantilla del Palmer Basket de la Liga LEB Plata, la tercera división del baloncesto en España. Con 1 metro y 88 centímetros de estatura, juega en la posición de base.

## Trayectoria
Formado en las categorías inferiores de diferentes clubes de Cataluña, llegó a debutar, todavía en edad junior, en Liga EBA con el Vila-Seca antes de ingresar en la Canarias Basketball Academy, desde la que fue becado por la Universidad de Northwest Nazarene con sede en Nampa, Idaho, Estados Unidos. Allí jugó para los Crusaders, equipo participante en la División II de la NCAA. Finalizó su etapa universitaria en 2017, registrando en su último año unos promedios de 7,8 puntos, 2,3 rebotes y 2,8 asistencias en los 26 encuentros que disputó.
El 23 de julio de 2017 se anuncia su fichaje por el Cáceres Patrimonio de la Humanidad, equipo de LEB Oro, siendo esta su primera experiencia profesional. Terminó la temporada 2017/18 promediando 5.2 puntos y 1.3 asistencias y fue el jugador con más acierto de la competición en lanzamientos triples con un 51,8%.
El 16 de agosto de 2018 se confirma su fichaje por el Club Melilla Baloncesto de la Liga LEB Oro, club en el que jugaría hasta enero de 2019, cuando se desvincula del club melillense para fichar por el Estela Cantabria de LEB Plata, donde acaba la temporada con promedios de 6.1 puntos y 4.1 asistencias.
En la temporada 2019/20 ficha por el Zornotza de LEB Plata, donde promedia 8.1 puntos, 2.2 rebotes y 3.2 asistencias.
En 2020/21 firma con el CB Valls, club de Liga EBA.
El 21 de septiembre de 2021, firma un contrato temporal por el Club Bàsquet Prat de Liga LEB Oro, participando en cuatro partidos.
El 10 de agosto de 2022, firma por el CB Bahía San Agustín de la Liga LEB Plata, la tercera división del baloncesto en España.